# Valencianita (Guanajuato)
Valencianita es una localidad del estado mexicano de Guanajuato. Es parte del municipio de Irapuato.

## Toponimia
El nombre de la población hace referencia a la valencianita, un tipo de silicato extraído de la Mina La Valenciana, ubicada en el estado de Guanajuato.

## Demografía
| Gráfica de evolución demográfica |
|                                  |

| Censo | Población |
| ----- | --------- |
| 1900  | 298       |
| 1910  | 263       |
| 1921  | 262       |
| 1930  | 439       |
| 1940  | 581       |
| 1950  | 623       |
| 1960  | 977       |
| 1970  | 1 296     |
| 1980  | 1 558     |
| 1990  | 1 979     |
| 2000  | 2 166     |
| 2010  | 2 800     |
| 2020  | 3 343     |